# Yonas Kifle
Yonas Kifle (Adi Billai, 5 novembre 1977) è un mezzofondista e maratoneta eritreo, medaglia di bronzo ai campionati mondiali di mezza maratona nel 2005.
Ha detenuto il record nazionale eritreo nella maratona con 2h07'34", che gli ha permesso di giungere quinto nella maratona di Amsterdam nel 2007.

## Palmarès
| Anno | Manifestazione              | Sede        | Evento         | Risultato | Prestazione | Note                                     |
| ---- | --------------------------- | ----------- | -------------- | --------- | ----------- | ---------------------------------------- |
| 1999 | Mondiali indoor             | Maebashi    | 3000 m piani   | 13º       | 8'34"41     |                                          |
| 1999 | Mondiali                    | Siviglia    | 5000 m piani   | Batteria  | 13'46"82    |                                          |
| 2000 | Mondiali di cross           | Vilamoura   | Corsa lunga    | 61º       | 37'37"      |                                          |
| 2000 | Giochi olimpici             | Sydney      | 10000 m piani  | Batteria  | 28'08"59    | Record nazionale                         |
| 2001 | Mondiali di cross           | Ostenda     | Corsa lunga    | 42º       | 41'44"      |                                          |
| 2001 | Mondiali                    | Edmonton    | 5000 m piani   | Batteria  | 13'44"16    |                                          |
| 2002 | Mondiali di cross           | Dublino     | Corsa lunga    | 8º        | 35'47"      |                                          |
| 2002 | Campionati africani         | Tunisi      | 5000 m piani   | 6º        | 13'37"01    |                                          |
| 2002 | Mondiali di mezza maratona  | Bruxelles   | Individuale    | 4º        | 1h01'05"    | Miglior prestazione personale            |
| 2004 | Mondiali di cross           | Bruxelles   | Corsa lunga    | 9º        | 36'53"      |                                          |
| 2004 | Mondiali di cross           | Bruxelles   | A squadre      | Bronzo    | 66 p.       |                                          |
| 2004 | Giochi olimpici             | Atene       | 10000 m piani  | 16º       | 28'29"87    |                                          |
| 2004 | Mondiali di mezza maratona  | Nuova Delhi | Individuale    | 11º       | 1h04'19"    |                                          |
| 2005 | Mondiali                    | Helsinki    | 10000 m piani  | 11º       | 37'35"72    |                                          |
| 2005 | Mondiali di mezza maratona  | Edmonton    | Individuale    | Bronzo    | 1h01'13"    |                                          |
| 2006 | Mondiali di cross           | Fukuoka     | Corsa lunga    | 7º        | 36'05"      |                                          |
| 2006 | Mondiali di cross           | Fukuoka     | A squadre      | Argento   | 28 p.       |                                          |
| 2006 | Mondiali di corsa su strada | Debrecen    | Individuale    | 10º       | 57'49"      |                                          |
| 2006 | Mondiali di corsa su strada | Debrecen    | A squadre      | Argento   | 2h53'19"    |                                          |
| 2007 | Giochi panafricani          | Algeri      | Mezza maratona | Bronzo    | 1h03'19"    |                                          |
| 2007 | Mondiali di corsa su strada | Udine       | Individuale    | 5º        | 59'30"      | Miglior prestazione personale stagionale |
| 2008 | Mondiali di cross           | Edimburgo   | Corsa seniores | 20º       | 36'09"      |                                          |
| 2008 | Giochi olimpici             | Pechino     | Maratona       | 36º       | 2h20'23"    |                                          |
| 2009 | Mondiali                    | Berlino     | Maratona       | dnf       | dnf         |                                          |
| 2011 | Mondiali                    | Taegu       | Maratona       | dnf       | dnf         |                                          |
| 2012 | Giochi olimpici             | Londra      | Maratona       | 58º       | 2h21'25"    |                                          |
| 2013 | Mondiali                    | Mosca       | Maratona       | dnf       | dnf         |                                          |

## Altre competizioni internazionali
2000
- Oro alla Sandhofer Straßenlauf ( Sandhof) - 30'42"

2001
- Bronzo alla Carrera Popular del Agua ( Madrid) - 29'02"
- Bronzo alla Carrera Nocturna Alcalde de Aguilas ( Águilas) - 29'36"
- Argento al  Cross Ciudad de Castellón ( Castellón) - 28'57"

2002
- Oro alla Cursa de Bombers ( Barcellona) - 28'29"
- Oro alla Carrera Internacional de Iurreta ( Iurreta), 8 km - 23'29"

2004
- 6º al Oeiras International Crosscountry ( Oeiras) - 26'40"
- 6º al Cross Internacional de San Sebastián ( San Sebastián) - 31'04"
- Bronzo al Cross International de la Constitución ( Alcobendas) - 30'14"
- 7º al Cross Internacional Valle de Llodio ( Llodio) - 27'04"

2005
- Bronzo alla Gran Fondo Internacional de Siete Aguas ( Siete Aguas), 15 km - 47'02"
- Argento al Cross Internacional de San Sebastián ( San Sebastián) - 29'06"
- Bronzo al Cross International de la Constitución ( Alcobendas) - 29'57"

2006
- 15º alla Rotterdam Half Marathon ( Rotterdam) - 1h03'30"
- 4º alla Great Manchester Run ( Manchester) - 28'31"
- Bronzo al Cross Internacional Valle de Llodio ( Llodio) - 27'13"

2007
- 5º alla Maratona di Amsterdam ( Amsterdam) - 2h07'34"
- 4º al Cross Internacional de San Sebastián ( San Sebastián) - 29'44"

2008
- 7º alla Maratona di Londra ( Londra) - 2h08'51"

2009
- 7º alla Maratona di Londra ( Londra) - 2h08'28"
- 4º al Cross Internacional Zornotza ( Amorebieta) - 32'14"
- 9º al Great Edinburgh Crosscountry ( Edimburgo) - 27'23"

2010
- 9º alla Maratona di Londra ( Londra) - 2h14'39"
- 13º alla City-Pier-City Loop ( L'Aia) - 1h02'32"

2012
- 58º alla Maratona di Londra ( Londra) - 2h21'25"
- 8º alla Maratona di Seul ( Seul) - 2h08'51"

2013
- 5º alla Mezza maratona di Azpeitia ( Azpeitia) - 1h03'25"
- 14º alla Mezza maratona di Praga ( Praga) - 1h03'50"